# 拳擊沙包

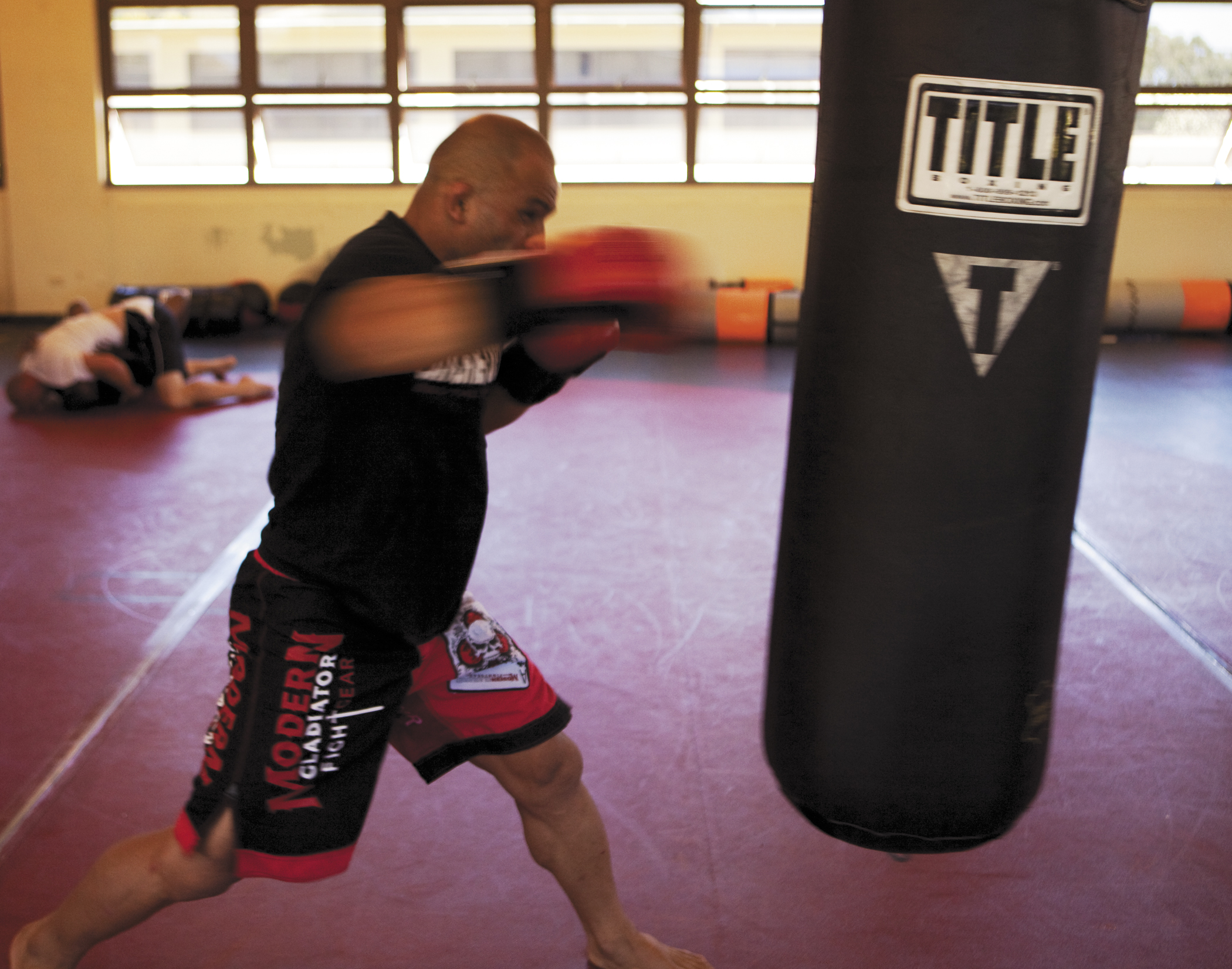
一位 混合格鬥技 的使用者將他的雙手擊向"一個沙袋

沙袋 (或被稱作沙包)通常被定義為可以承受多次撞擊的袋子，沙袋通常是圆柱形的，并充满各种材料以擁有相应的硬度。

## 历史
沙袋已经使用，在武术和剑术用于整个历史上的军事训练。类似的装置在亚洲武术包括冲绳makiwara和中国 木人樁，他們可能已填充的引人注目的表面附着他们。
在武林和打击体育运动—诸如 空手道, 跆拳道，泰拳
直立式沙包和类似装置已经改變外型以适应实践踢和其他五花八門的訓練模式。

## 結構
拳擊沙袋往往充满了 谷物、沙、碎布，或其他材料，并通常会悬挂在天花板或佇立在平地上。其他類型的沙袋有一个内部的水槽让內部充满空气或水。
设计一个拳擊沙袋時必須讓它能承受多次和不断的物理性破壞而不破裂。 袋子本身也必须設計成可以吸收打击的力道而不會迴授造成使用者傷害。

### 拳擊沙袋類型
有不同類型的沙袋，根據它們的大小，使用方法和安裝方法而有不同的名稱。
几乎所有沙袋都以 皮革 或合成材料复盖，如抗磨損和防霉的乙烯樹脂。 帆布也可以用作袋子材料，用途較少，濕度較低。

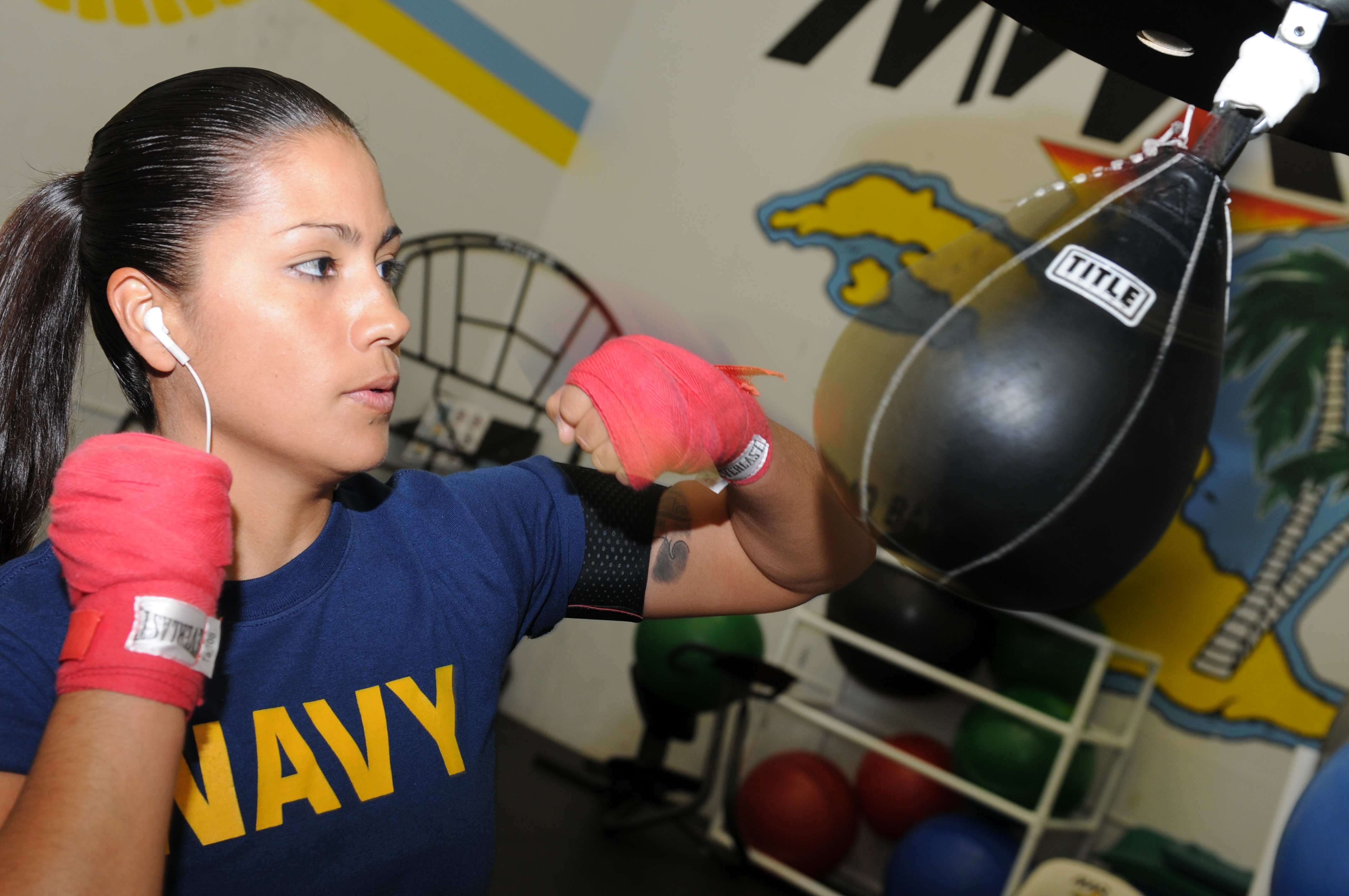
女人工作的速度袋

速度袋是一種小型充氣袋，頂部固定在與地面平行的反彈平台上。速度袋可以幫助戰鬥人員學會雙手保持姿勢，提高手眼協調能力，並在沖壓時學習雙腳之間的重量轉移。他們也被稱為速度球或速度球袋。它們通常充滿空氣，並且圍繞緊密的PU基或皮革材料裝配。它們有各種尺寸，從大型13x10“（33x25厘米）和12x9”，中型11x8“，10x7”（25x18厘米）和9x6“到小型8x5”，7x4“和6x4”（15x10厘米）。通常袋子越大，它越慢，需要更多的力量來保持它。
大型沙袋被用於提升力量和耐力，而小型沙袋可以讓運動員專注於更快的手速，時機和協調。初學者可能會把這個沙帶看作是一個“控制沙袋”，而不是一個速度沙袋，因為他們無法快速重複地衝擊，直到他們懂得控制擺動力和速度。
拳擊手通常用拳頭從前面撞擊速度沙袋，但也可以用拳頭和肘部從而包圍它，能攻擊沙袋前面、後面和沙袋側面。
透過這個方法中，使用者可以執行許多不同的打擊組合，創建即興節奏的打擊節奏。
儘管速度沙袋通常是垂直懸掛的，但最近將其水平吊掛於牆上的安裝方法重新普及起來；這曾是早期非常受歡迎的使用方式。時間大約落在二十世紀初尤其是20世紀20年代至20世紀40年代。
非簡協沙袋(Coordination Bag) 是一種新型的速度袋，其運動速度不可預測，而不是有節奏地運動。 另外，由於安裝傳統速度袋式平台時需要繁瑣的安裝和錨定， 便携式速度沙袋裝在門口的便攜式速度袋平台已經創建。 這種便攜式速度袋平台設計為向下壓力穩定，它可以通過允許在任何門口使用的張力系統進行安裝和拆卸。
轉向球/落地球/雙端袋 與速度袋幾乎相同，唯一的區別是袋的尺寸，形狀和材料可能不同，並且電纜系統連接到 天花板和地板上的夾子 - 當拳擊手對球進行任何攻擊時，通過向他們快速擺動作出反應，目標是轉向，擊打，閃避和改善協調。 這些沙袋的特性是越硬移動速度越快，使用者反擊的次數的越多，反應的動作和角度也不同，從而為戰鬥人員提供更廣泛的實踐。雙層到天花板球(Double-floor to ceiling balls)也允許身體與頭部協調的組合訓練
玉米袋 或 滑袋 都無法用很大的力量猛擊，但時常用於拳擊訓練，以改善運動員的頭部動作和逃避對手拳擊的能力，他們的名字源於它們傳統上是以玉米填充內部的沙袋。
重型沙袋(heavy bag) 是一種體積較大的圓柱形袋子，通常用鏈條或繩子懸掛起來，用於練習強大的身體拳，並且可以用來增強手或用於擊打袋子的任何其他肢體。 重型沙袋的出現是為了提升力道;初學者的技術最好從學習使用拳擊手套與護墊開始。
重型沙袋的一些變體是泰拳中使用的香蕉包，比普通的沙袋還要長，以訓練低幫和膝蓋的打擊，以及重型沙袋更薄的超薄型沙袋。 
獨立式重型沙袋 是裝在重物底座上的重袋，而不是從上方懸掛。 底座通常裝滿沙子或水，以提高袋子的穩定性並防止其移動。 雖然它們與懸掛沉重的行李具有相同的目的，但它們也可以翻倒並用於地面和重磅練習。 標準重袋上的其他變體包括兩端的水平懸掛以實施上切口沖頭和非圓柱形形狀。獨立反射袋（獨立速度袋）也存在。
上勾拳袋 開始出現在21世紀初。有了這麼多不同種類的拳擊袋和訓練器材的起跳，吊掛式沙袋在健身俱樂部和健身房中仍然是常見的。
設計用於咬合練習，j刺，捲曲沖壓和高低沖壓練習的快速爆發，與標準平均4英尺直線PU（聚氨酯）沖孔袋相比，它允許使用者戰士以不同的長度，不同的速度和不同的力量衝擊。 一些類型的切口沙袋：Angle Bag用於訓練鉤子和勾拳的上切口袋的變體，Uppercut水平沙袋，Teardrop袋，Body Snatcher / Wrecking球袋和Bowling Pin Bag，用於訓練膝蓋和上切口。
 壁袋 ，是一種附在牆上的袋子，可用於訓練鉤子和勾拳。

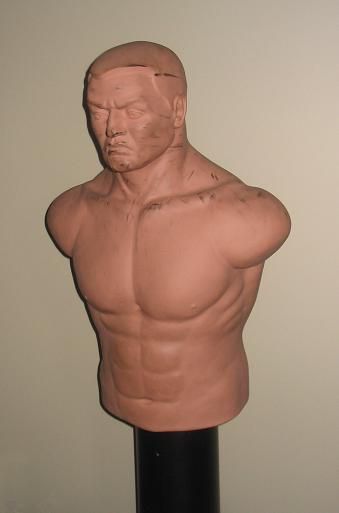
一個固定於底座上的「人型沙包」

身體形狀的訓練輔助工具，如現代的「人型沙包」主要由合成材料製成，有時沙袋會安裝在加重的基座上，而不是從上方懸掛。這些沙袋被用來試圖模擬一個實際對手，同時提供一個實際上的技巧練習，這些動作通常對於陪練者來說是不安全的。 這些不是嚴格意義上的沙袋，而是現代版本的裝置，例如中國詠春的木製工具，中世紀的奎坦，以及用於現代刺刀訓練的目標假人。帶有加重底座的大型充氣氣球是另一種類型的沙袋，經常會印製圖片並作為兒童玩具出售。

### 安全预防措施
沙袋通常以幾乎沒有“標示”的緻密材料（例如包裝的沙子，穀物等）填充；為了避免受傷，在實踐中使用手部防護（拳擊手套，手套袋，訓練手套，手套等）。
對於缺乏經驗或年輕運動員（小於18歲的女性或小於21歲的男性），不建議對重包進行強力打擊，因為扭傷，拉傷或骨板損傷的風險可能會對骨骼結構產生不利影響。 強烈建議在打擊集中注意力以減少受傷的機會（如拳擊手的骨折）

## 其他人也看了
- 強度測試儀機器 –其中一些機器使用了一個充氣沙袋